# Falkenbergsortens ryttarförening
Falkenbergsortens ryttarförening, Forf, bildades 1948. Föreningen bedriver ridskola och tävlingsverksamhet inom dressyr, hoppning och fälttävlan. I föreningen finns även många framgångsrika tävlingsryttare på både häst och ponny inom alla discipliner. Ryttare från Forf har erövrat ett antal SM-titlar, både individuellt och i lag. År 1972 blev Lena Samuelsson på hästen Twins Cogy europamästare i hoppning kategori C. Falkenbergsortens ryttarförening är en ideell förening med fem anställda.